# Albert Stallard
Albert William Stallard, Baron Stallard (* 5. November 1921; † 29. März 2008) war ein britischer Politiker (Labour).
Albert Stallard, besser bekannt unter seinem Rufnamen Jock Stallard, gehörte von 1970 bis 1983 dem Unterhaus an und wurde jeweils für den Wahlkreis St Pancras North gewählt. In den Wahlen Februar 1974 und Oktober 1974 schlug er seinen Gegner der Conservative Party, den zukünftigen Premierminister John Major.
1974 wurde er parlamentarischer Staatssekretär im Landwirtschaftsministerium und wurde kurz darauf Wohnungsbauminister in der Regierung Callaghan.
1983 wurde er als Baron Stallard, of St. Pancras in the London Borough of Camden, zum Life Peer erhoben und war fortan Mitglied im House of Lords, zuletzt wurde ihm ein leave of absence gestattet.